# Аллиана, Педро
Педро Лоренцо Аллиана Родригес (исп. Pedro Lorenzo Alliana Rodríguez; род. 19 февраля 1974, Пилар) — парагвайский политик, 31-й и действующий вице-президент Парагвая с 2023 года. Бывший национальный депутат Парагвая с 2013 по 2023 год, он ранее занимал пост председателя Палаты депутатов Парагвая с 2019 по 2022 год, президента партии Колорадо с 2015 по 2023 год и губернатора департамента Ньеэмбуку с 2008 по 2013 год.

## Ранний период жизни
Родился 19 февраля 1974 года в городе Пилар, расположенном в департаменте Ньеэмбуку. Его родители, Мария Нидия Родригес и Эктор Рубен Аллиана Баэз, оба были советниками департамента Ньеэмбуку. У него есть два брата; Ана Люсия Аллиана Родригес и Родольфо Аллиана Родригес. Он посещал начальную школу в субсидируемой школе Кристо Рей и среднюю школу в итальянском национальном колледже Санто Томас. В подростковом возрасте он играл в баскетбол и участвовал в национальных турнирах. В 1991 году входил в состав национальной сборной Парагвая по баскетболу.

## Политическая карьера
Аллиана баллотировался от партии Колорадо в качестве кандидата на пост мэра Пилара в 2006 году. Он проиграл выборы мэра и вместо этого баллотировался на пост губернатора Ньеэмбуку в 2008 году. Ему удалось победить на выборах, став губернатором Ньеэмбуку. В 2013 году ему удалось завоевать место в Палате депутатов как представителю департамента Ньеэмбуку.
Аллиана был избран президентом партии Колорадо 25 июля 2015 года. Он занимал пост председателя Палаты депутатов Парагвая с 1 июля 2019 по 1 июля 2022 года.
После всеобщих выборов 2018 года он был переизбран депутатом на период 2018—2023 годов. Впоследствии, 1 июля 2019 года, он был переизбран во второй раз председателем Палаты депутатов Парагвая.

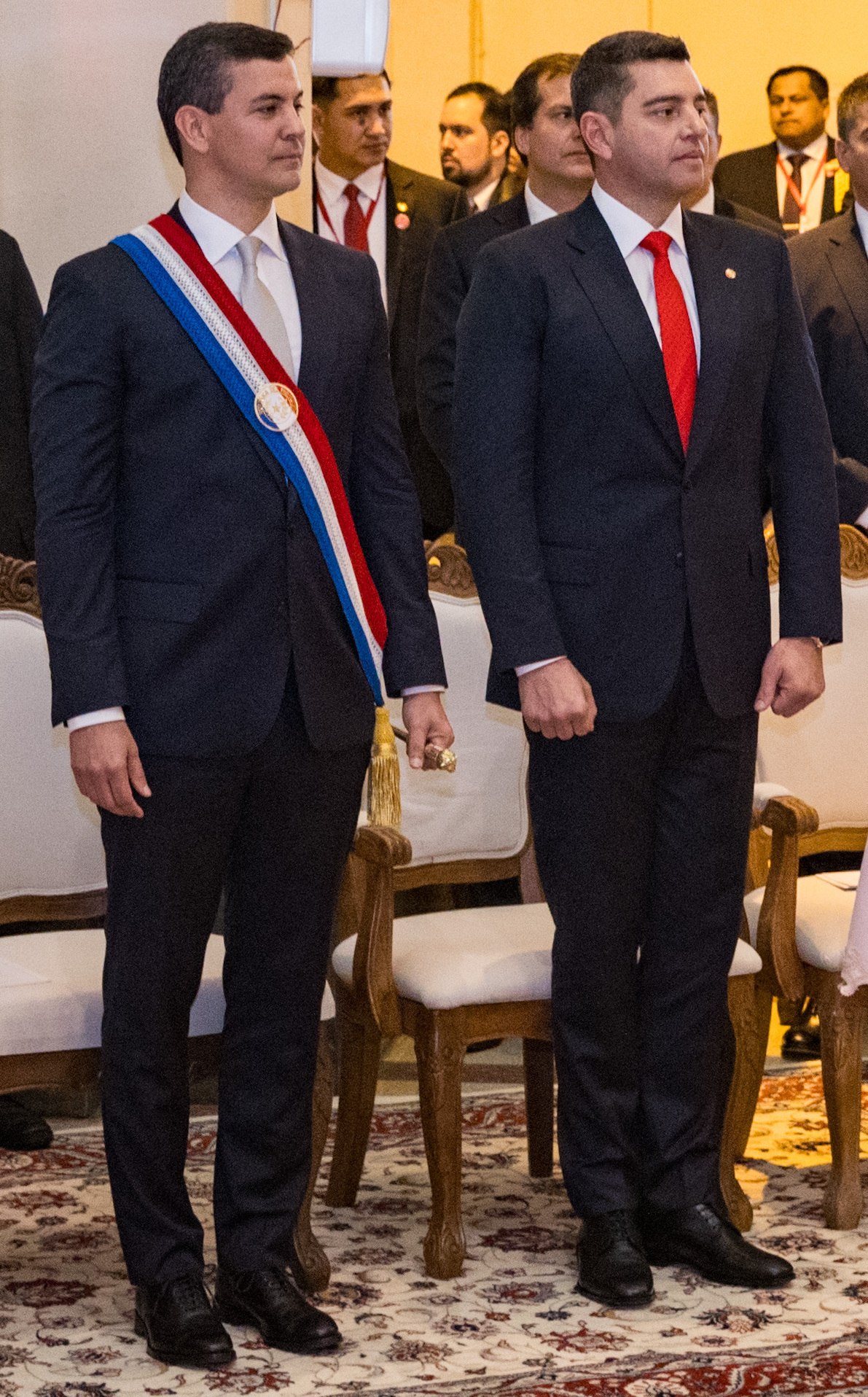
Сантьяго Пенья и Аллиана в день инаугурации, 15 августа 2023 года

## Личная жизнь
Аллиана замужем за Фабианой Марией Суто, у них четверо детей.
В декабре 2018 года у Аллианы был диагностирован лейкоз, и он отправился в Бразилию, чтобы пройти курс химиотерапии в больнице Сирио-Либанеш. Позже Аллиана вспоминал, что во время лечения у него однажды произошла остановка сердца, из-за чего он провёл в отделении интенсивной терапии восемь дней. Он вернулся в Парагвай в марте 2019 года, заявив, что «излечился» от этой болезни.